# هنري الأول (ملك فرنسا)
هنري الأول ملك فرنسا (بالفرنسية: Henri Ier de France)‏ (4 مايو 1008 - 4 اغسطس 1060) حكم مع والده لما يقارب أربعة سنين ثم حكم منفردا أكثر من تسعة وعشرون سنة حتى وفاته. وصلت مساحة الأراضي الملكية الفرنسية إلى أصغر حجم لها ولهذا يعتبره بعض المؤرخين ملكا ضعيفا. ولكن ينظر إليه آخرون باعتباره ملك قوي ولكنه واقعي وقد اضطر إلى انتهاج سياسة تفرض عليه الملكية الفرنسية للأراضي.

## السيرة الذاتية
ولد هنري بـ ريمس في 4 مايو 1008 بحيث أنه الابن الثاني لوالديه روبرت الثاني ملك فرنسا وزوجته الثالثة كونستانس من آرل أصبح وريثاً للعرش بعد وفاة شقيقه الأكبر هوغو ماغنوس في 1026، في 1016 حصل على لقب دوق بورغندي، بعد خلاف والده مع النبلاء بعد سيطرته على المنطقة أكثر من عشرة سنوات، وكجزء من تقليد كابيتيون المبكر توج هنري كملك على فرنسا بالمشاركة مع والده في 14 مايو 1027 بكاتدرائية ريمس ومع ذلك لم يكن له تأثير كبير في السياسة خلال هذه الفترة.
تميز عهده مثل أسلافه بالصراعات الإقليمية، في البداية هنري بجوار أشقائها هيو وروبرت وبدعم من والدتهم داخل في تمرد مفتوح ضد والدهم الملك، وبعد وفاته في 1031 دعمت والدته ابنها روبرت ضده ومع ذلك تلقى الدعم من الإمبراطور كونراد الثاني وروبرت الأول دوق نورماندي وكونت أنجو، في حين والدته وشقيقه تلقى الدعم من كونت بلوا ولاحقاً من أجل إحلال السلام تنازل عن دوقية بورغندي لشقيقه روبرت القديم.
بعد رحيل روبرت الأول دوق تورماندي إلى الأراضي المقدسة في 1035 أصبح هنري الوصي على ابنه ويليام الثاني، وبعد وصول خبر وفاته مبكراً، دعم هنري ويليام كثيراً في إخماد تمرد البارونات عليه، بحيث استطاع تحقيق الانتصار على المتمردين في معركة بالقرب من كاين في 1047، ومع ذلك تحدى ويليام الملك من خلال زواجه من ماتيلدا من فلاندرز في أوائل العقد 1050م الذي اعتبره هنري تهديد لعرشه مما أدى إلى نزاعات فيما بينهم والتي لم تنتهي إلا بوفاته لاحقاً، قام هنري لاحقاً بغزو نورماندي مرتين في 1054 و1057. إلا أنه تلقى هزيمة نكراء من قبل أتباع ويليام.

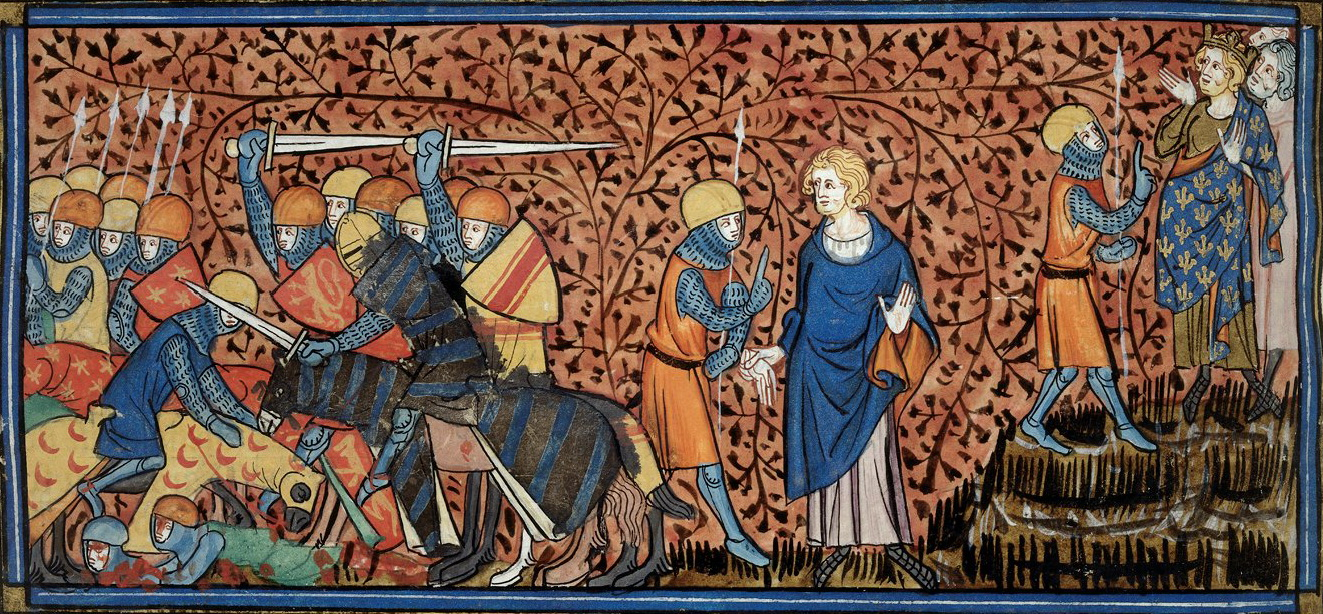
الدوق ويليام اللقيط يهزم الفرنسيين، يرسل مبعوثه إلى الملك.

على الرغم من أنه خسر بورغندي لأبد، إلا أنه استحوذ على بلدة سينس وما حولها في 1055، استطاع هنري اجتماع مع الإمبراطور الروماني المقدس هنري الثالث ثلاثة مرات كلها في مدينة إيفوا، أولاً في 1043 وذلك لمناقشة زواج الإمبراطور من أغنيس من بواتو ابنة أحد أتباع هنري، ثم في أكتوبر 1048 وقعا فيه معاهدة للصداقة وأخيراً في مايو 1056 بحيث ناقشا فيها نزاعه مع ثيوبالد الثالث كونت بلوا إلا أن احتدام الجدل بينهما، حتى قام هنري باتهام الإمبراطور بوقوف مع ثيوبالد وخرقه للمعاهدة وغادر المكان فوراً.
ومع ذلك استطاع تأمين الخلافة لنسله بنجاح بعد أن قام بتتويج ابنه البكر فيليب ذو ستة أعوام ملكاً بالمشاركة معه في 1059، توفي هنري في العام التالي تاركاً ورائه ابنه ذو سبعة أعوام ملكاً على فرنسا وبما أنه دون السن القانونية أصبحت زوجته آن بجوار صهره بالدوين الخامس، كونت فلاندرز أوصياء عليه حتى 1067.

## الزواج والذرية
- خلال اجتماع هنري مع الإمبراطور كونراد الثاني في مايو 1033 وافق الإمبراطور على خطبة ابنته الكبرى ماتيلدا ذو خمسة أعوام لهنري إلا أنه توفيت في العام التالي.
- بعد وفاة خطيبته في 1034 تزوج هنري فوراً من ابنة شقيقها ماتيلدا من فريزيا (توفيت.1044)، وأنجبت له:-
  - ابنة (1040-1044)
- أخيراً في 19 مايو 1051[16] تزوج هنري من آن ابنة ياروسلاف الأول أمير كييف المعظم، وأنجبت له:-
  - فيليب الأول ملك فرنسا (حوالي.1052 - 30 يوليو 1108).
  - روبرت (1054[17]-1063).[18]
  - إيما (1054[17] أو 1055-حوالي.1109)
  - هيو كونت فرماندوا (1052-1102).